# Victorio Macho
Victorio Macho Rogado (Palencia, 23 de diciembre de 1887-Toledo, 13 de julio de 1966) fue un escultor español, considerado uno de los precursores de la escultura contemporánea española.

## Biografía
Nació en la calle Colón de la ciudad de Palencia en 1887, en el seno de una familia humilde. Su padre era ebanista. Visto el interés que despertaba el mundo del arte en el joven, sus progenitores decidieron matricularle en la escuela de Bellas Artes y Oficios de Santander, donde aprendió a esculpir.

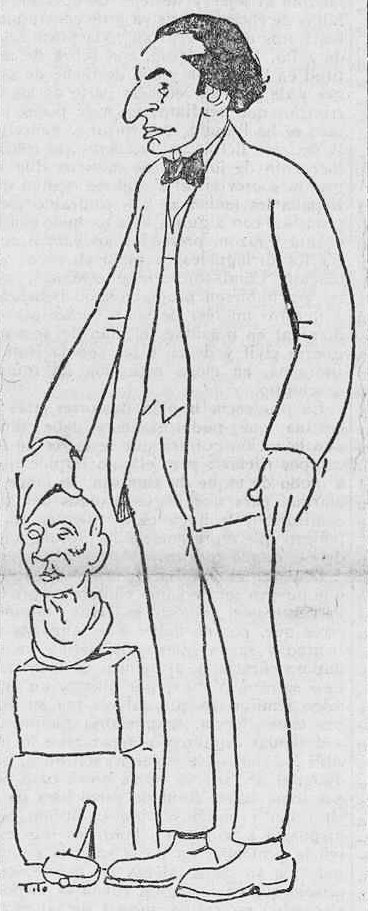
Retratado por Tito (La Libertad, 1923)

En 1903, con dieciséis años y una pensión de la Diputación de Palencia, se trasladó a Madrid, continuando sus estudios en la Real Academia de Bellas Artes de San Fernando. Su obra y esfuerzos fueron ignorados durante tres lustros, hasta que recibió el encargo oficial del sepulcro del doctor Llorente. En 1918 se casó con la palentina María Soledad Martínez Romarate (¿-1934), viuda de Antonio Fernández de Liencres y Dávila-Ponce de León (1874-1918), sobrino del marqués del Donadío, y cuñada de Guiomar (Pilar de Valderrama), amor platónico de Antonio Machado. Consiguió la fama con su primer monumento a Galdós y se consagró en la exposición del Museo de Arte Moderno de 1921. En ese periodo estableció su vivienda-estudio en el barrio de Las Vistillas, para trasladarse luego a otra en el paseo del pintor Rosales.
Salió de España durante la dictadura de Primo de Rivera y se instaló en Hendaya, Francia; esculpió a Unamuno y a Ramón y Cajal. En 1936 fue nombrado académico por uno de los centros donde se formó, la Real Academia de Bellas Artes de San Fernando. Salió de Madrid a Valencia al estallar la guerra civil española, junto al Gobierno de la República. El desenlace de la guerra civil lo llevó a trece años de exilio en Francia, la URSS y luego en América. Tras residir seis meses en Colombia, inició una prolongada estancia en Lima, donde se casó en 1951 en segundas nupcias con Zoila Barrós Conti. Regresó a España en 1952, instalando su casa y taller en Toledo, en el mismo edificio que desde 1967 es la Casa-Museo Victorio Macho (llamado también Roca Tarpeya), creado para albergar su legado, que fue donado tras su muerte al Estado español encomendando su gestión a la Fundación Victorio Macho, actualmente fusionada con la Real Fundación de Toledo, gestora de ese legado testamentario donado a España. 
En 1964 fue nombrado caballero gran cruz de la Orden de Isabel la Católica. Dos años después, en 1966, murió en Toledo, víctima de una silicosis que le había sido diagnosticada en 1952. Sus restos fueron trasladados a Palencia, siguiendo su última voluntad, y enterrados bajo la ermita que se encuentra a los pies del Cristo del Otero, una de sus grandes obras.
El 13 de julio de 2017, día del aniversario de la muerte del artista, se inauguró un monumento en su honor en su ciudad natal, Palencia, emplazado en la calle Mayor. El monumento, realizado por el escultor palentino Luis Alonso Muñoz, consiste en un grupo escultórico broncíneo sobre un pedestal que representa al escultor modelando el Cristo del Otero.

## Obra

### Retratos
- 1903 - Danielillo
- 1916 - Marinero Vasco. Toledo, Casa-Museo Victorio Macho.
- 1920 - Estatua yacente de su hermano Marcelo. Toledo, Casa-Museo Victorio Macho.
- 1929 - Cabeza de Valle Inclán Toledo, Casa-Museo Victorio Macho.
- 1935 - Busto de Pío Baroja. San Sebastián, Museo San Telmo.
- 1935 - Estatua de su madre. Toledo, Casa-Museo Victorio Macho.

### Obra pública

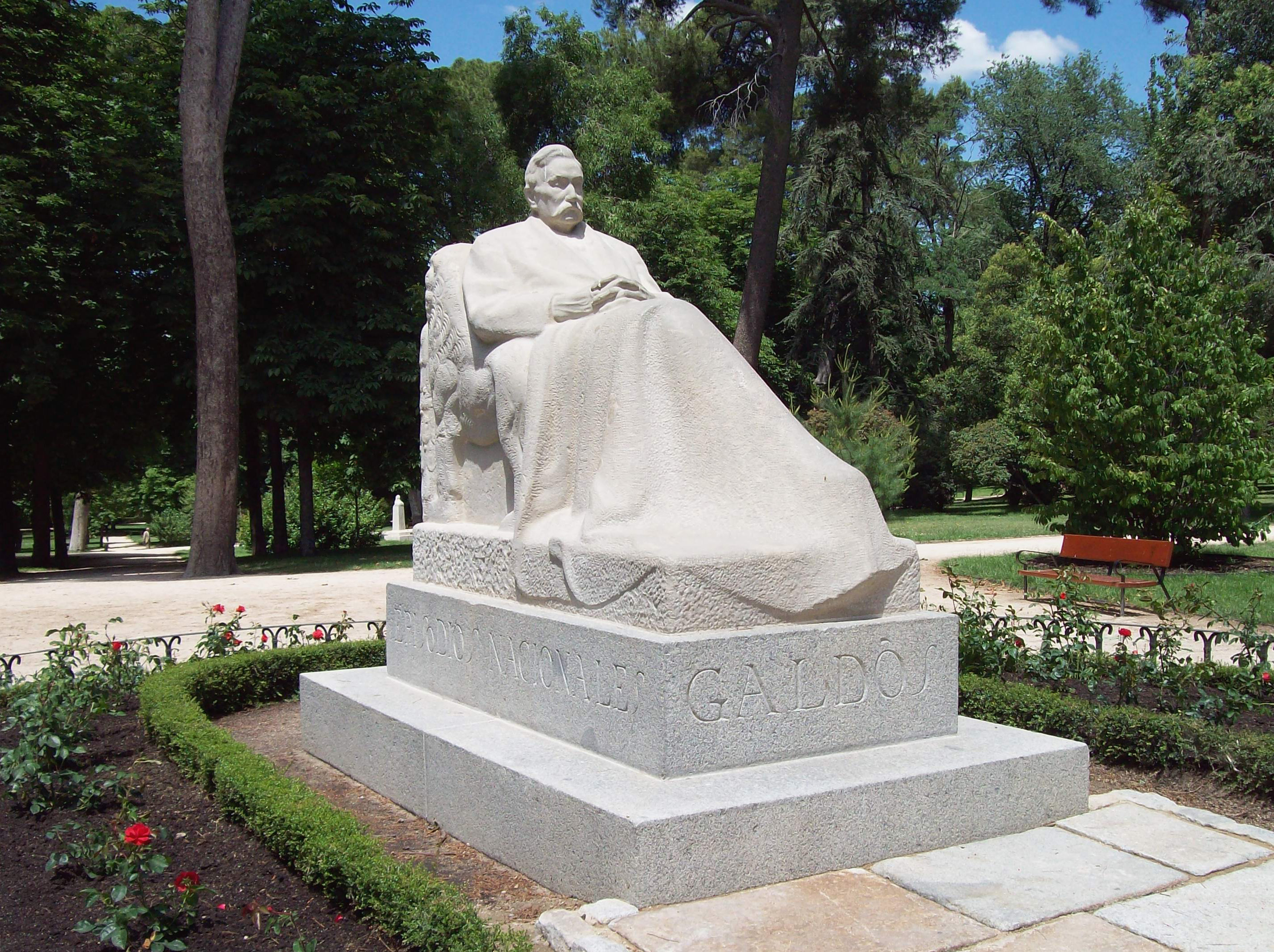
Monumento a Galdós en el Retiro de Madrid (1919)
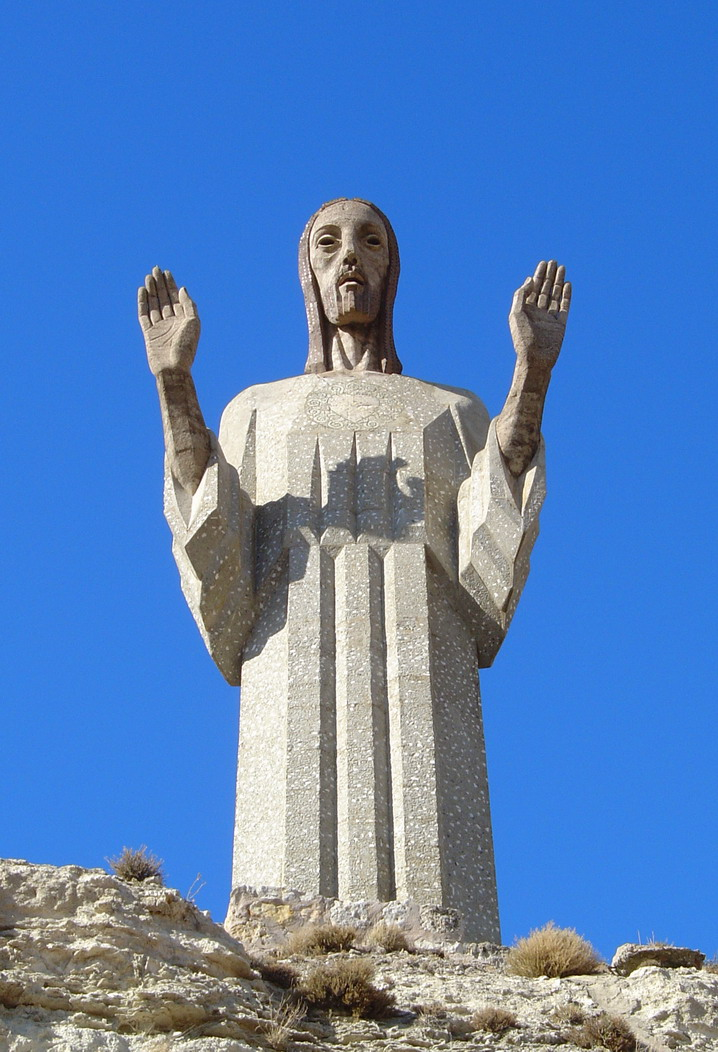
Cristo del Otero, en Palencia (1931)
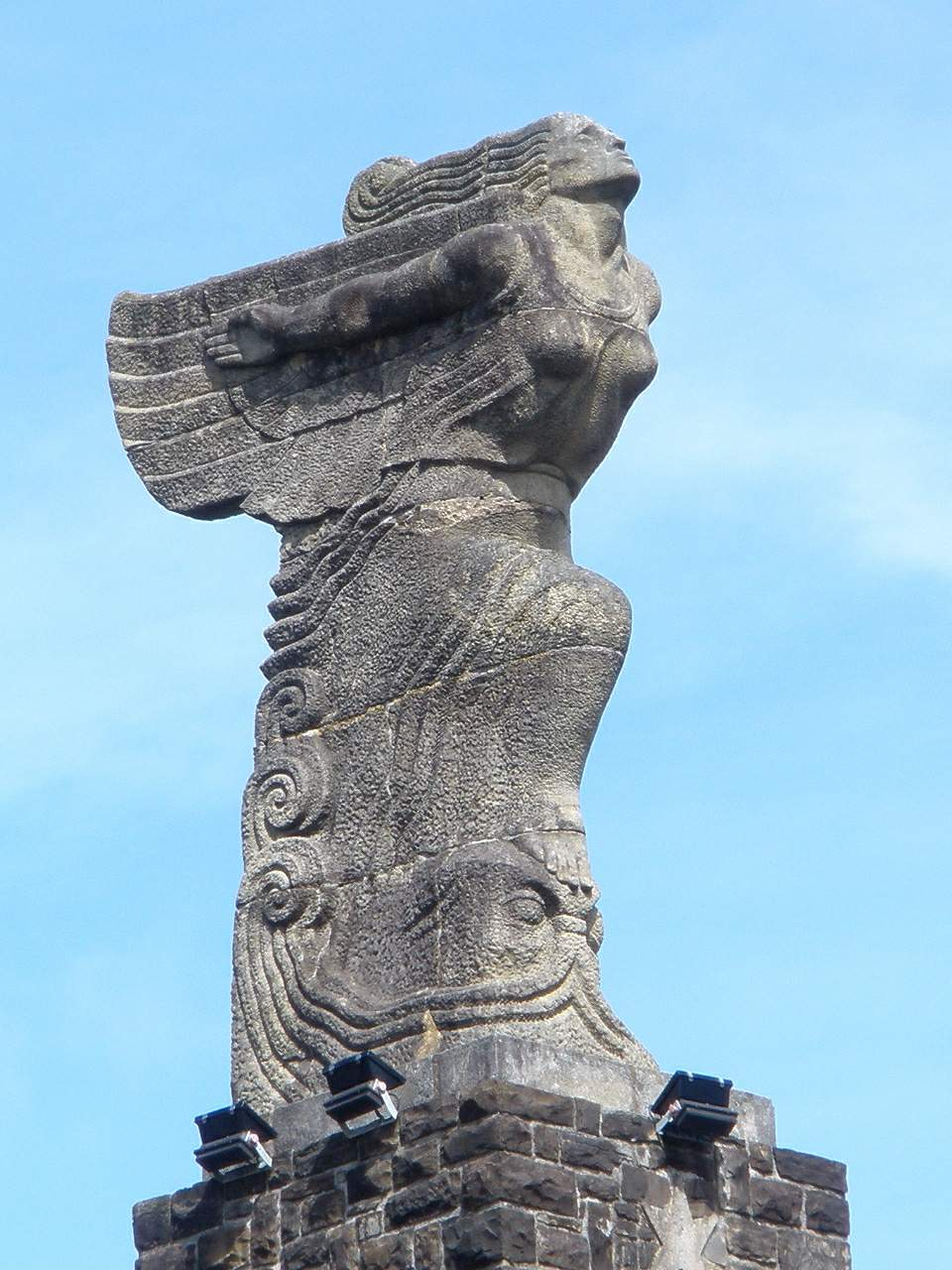
Monumento a Juan Sebastián Elcano, en Guetaria (1922)
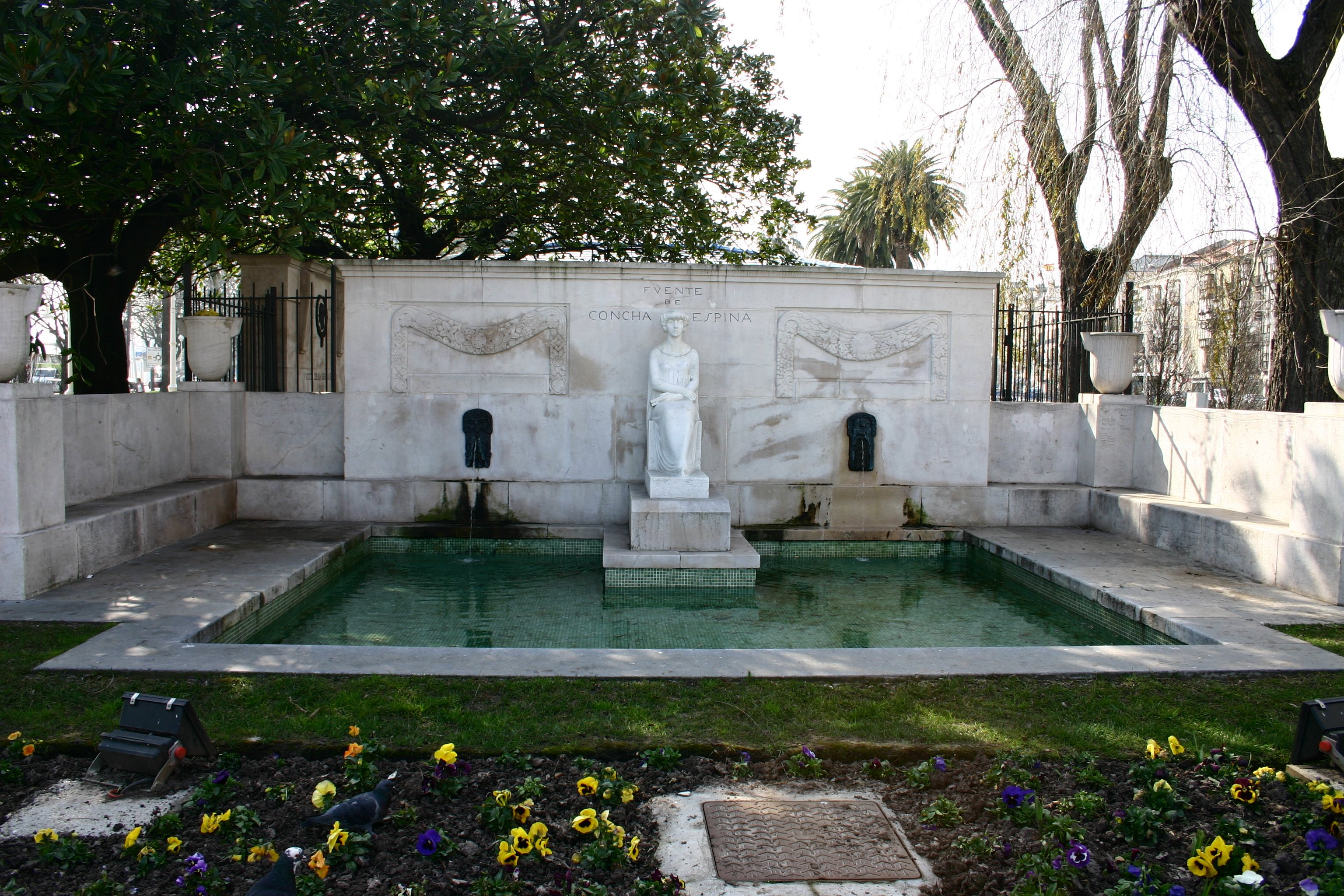
Fuente de Concha Espina en los Jardines de Pereda, Santander (1925-27)
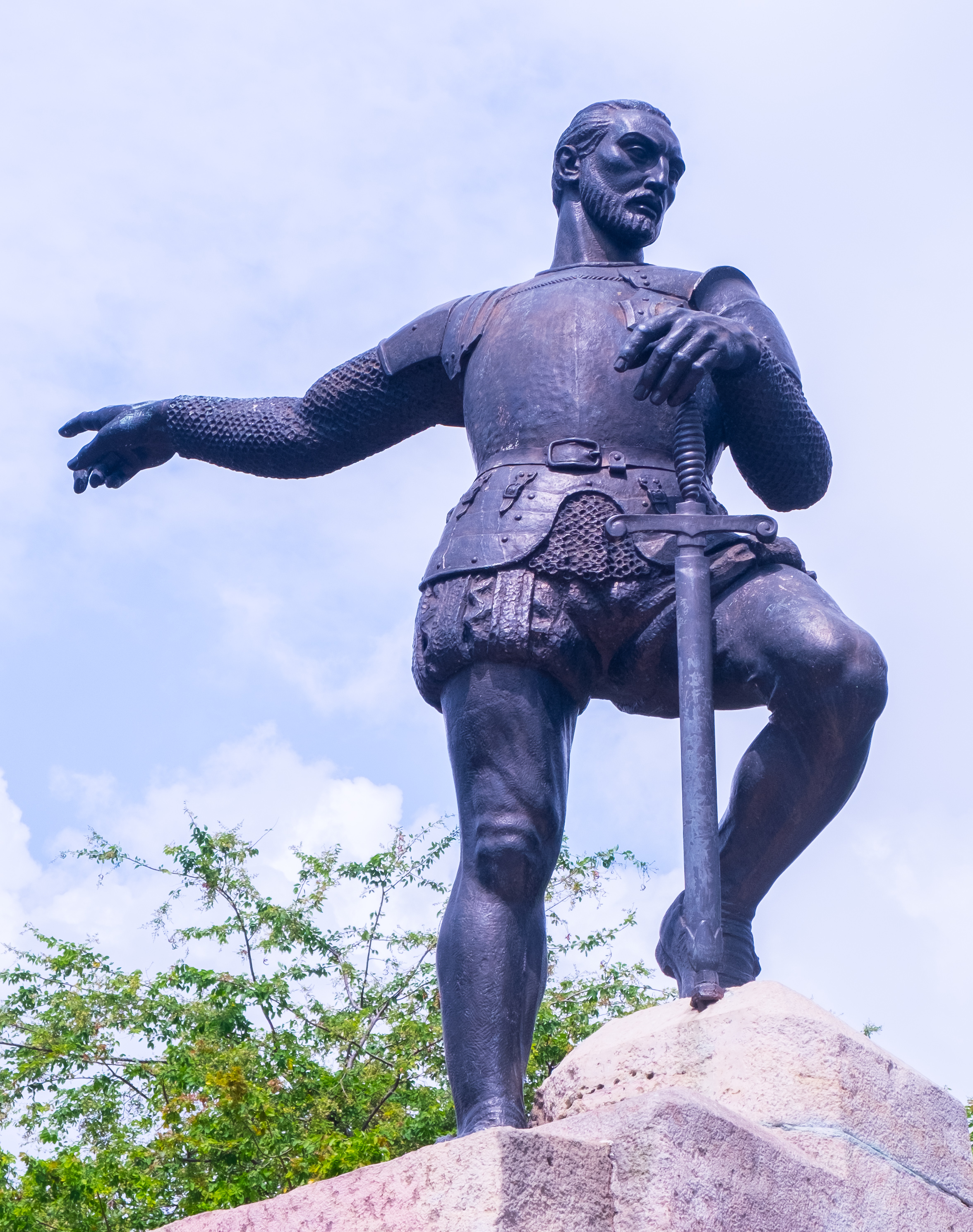
Monumento a Sebastián de Belalcázar, Cali (1937)
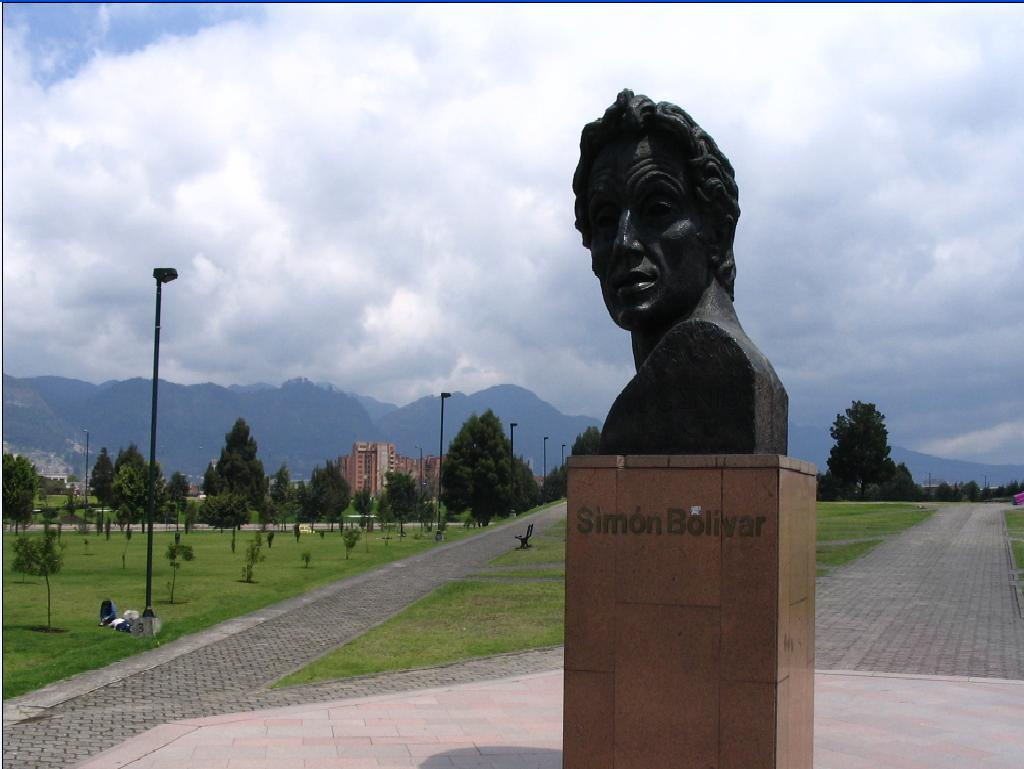
Busto de Simón Bolívar, donado por el Gobierno Venezolano (Parque Simón Bolívar de Bogotá)
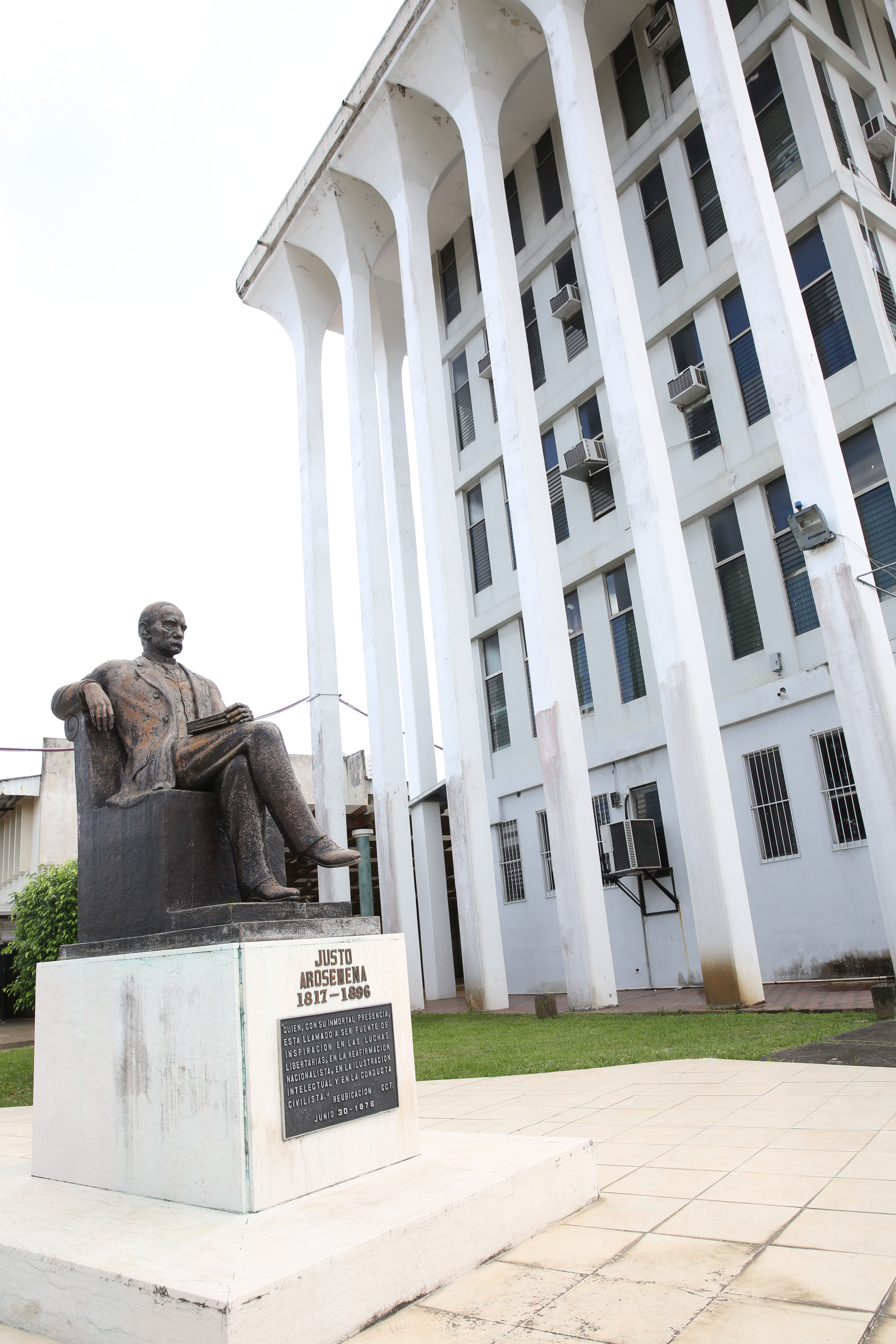
Escultura de Justo Arosemena en la Universidad de Panamá (1951)
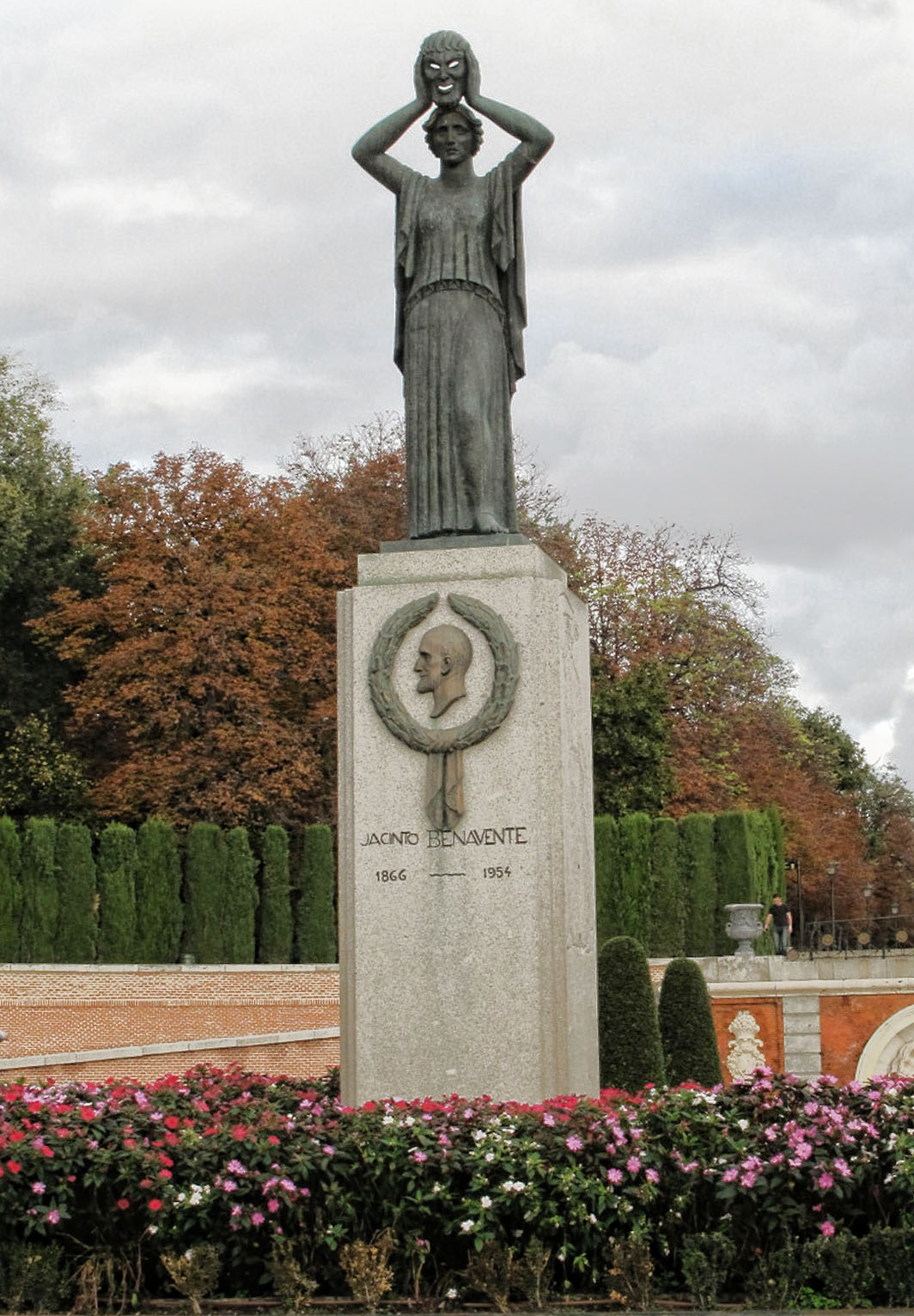
Monumento a Jacinto Benavente en el Retiro de Madrid (1962)

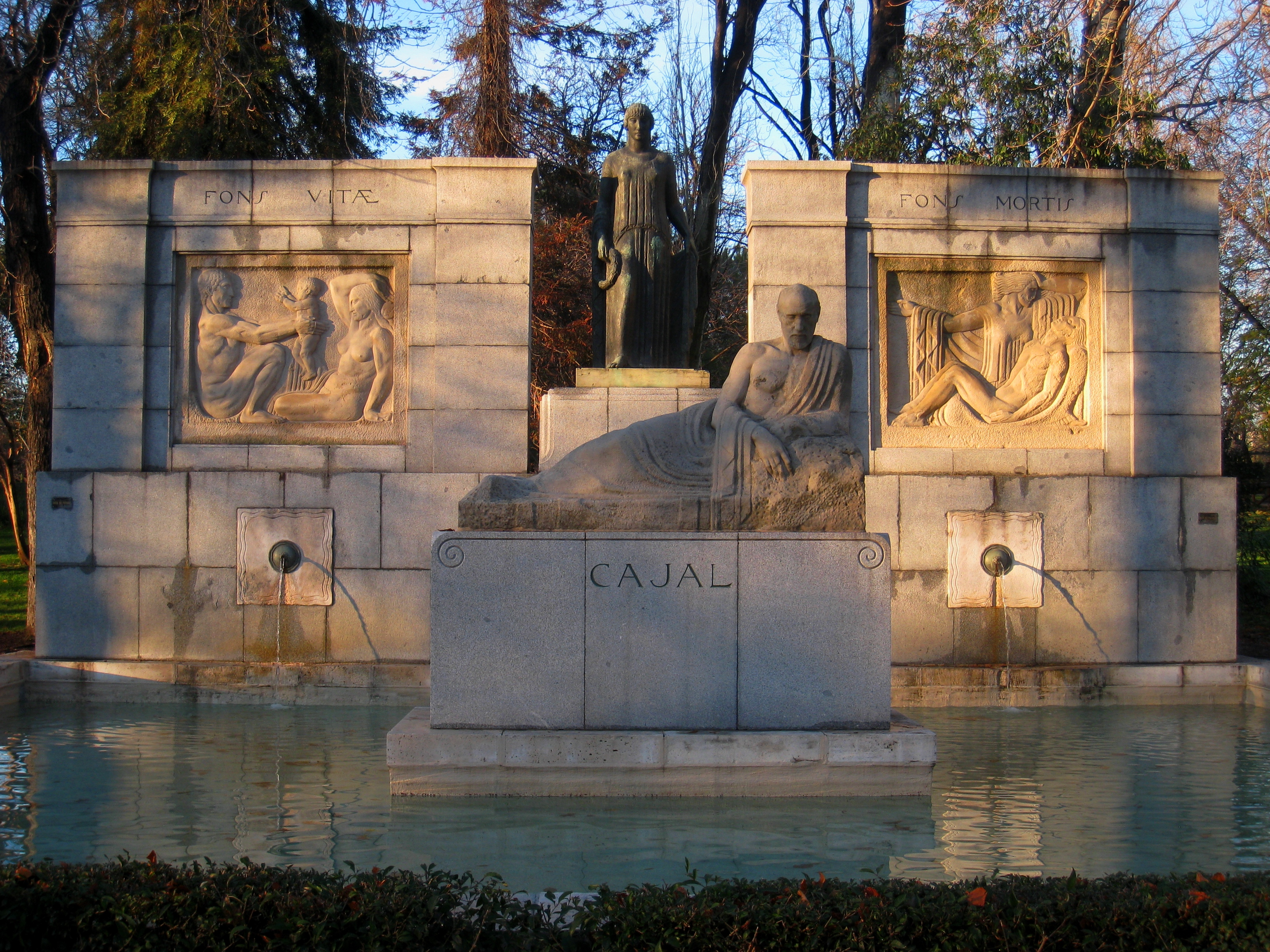
Monumento a Santiago Ramón y Cajal (1926) en el Retiro de Madrid.

- 1918 - Monumento a Benito Pérez Galdós, inaugurado el 20 de enero de 1919, en presencia del escritor, ya ciego, en el Parque del Retiro de Madrid.[2]
- 1922 - Segundo Monumento a Benito Pérez Galdós, Las Palmas de Gran Canaria, que sería lentamente 'devorado' por el mar, hasta que fue retirado de su emplazamiento original; se conserva en la Casa-Museo Pérez Galdós.
- 1922 - Esculturas del Monumento a Juan Sebastián Elcano, en Guetaria, Guipúzcoa, diseñado por los arquitectos Agustín Aguirre y José Azpíroz.
- 1925-1927 - Fuente de Concha Espina, Jardines de Pereda, Santander.
- 1926 - Monumento a Santiago Ramón y Cajal, Paseo de Venezuela, Parque del Retiro de Madrid.[2]
- 1926 - Monumento de Eugenio María de Hostos, Universidad de Puerto Rico en Río Piedras. San Juan.
- 1930 - Busto de Miguel de Unamuno, Universidad de Salamanca, Salamanca.
- 1930 - El Romano, en la cúspide del edificio de la Gran Vía, número 60, en Madrid.

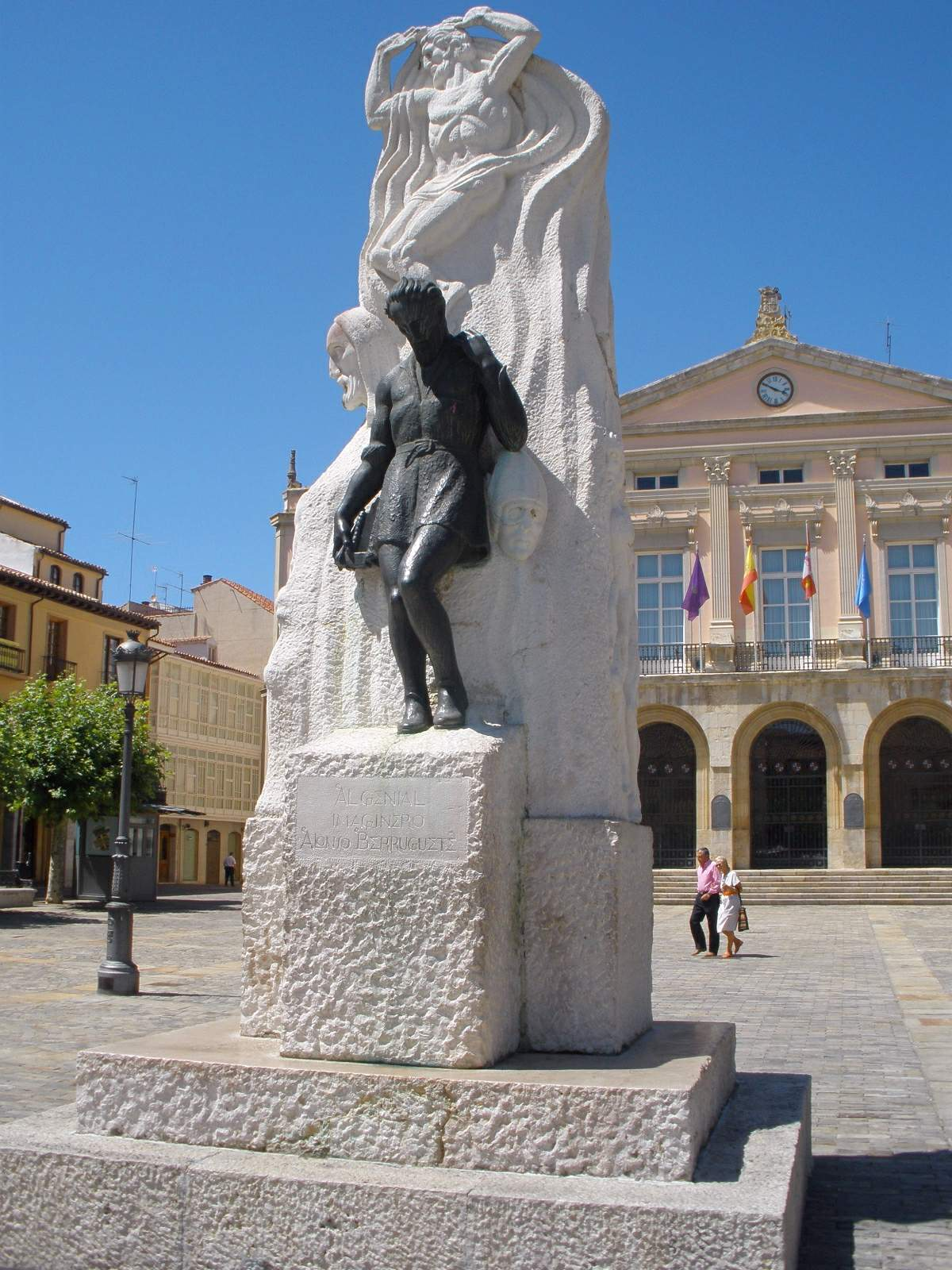
Monumento a Alonso Berruguete (1963), Plaza Mayor de Palencia.

- 1931 - Cristo del Otero, Palencia, en cuya cripta está enterrado el escultor.
- 1935 - Monumento en memoria del ingeniero José Torán de la Rad, en Teruel, erigido por suscripción popular.
- 1937 - Monumento a Sebastián de Belalcázar, Santiago de Cali, Colombia.
- 1937 - Monumento ecuestre a Sebastián de Belalcázar, en el Morro de Tulcán. Popayán, Colombia, elaborada con motivo del IV centenario de fundación de la ciudad.
- 1940 - Monumento a Rafael Uribe Uribe, en el parque nacional Enrique Olaya Herrera de Bogotá, Colombia.
- 1946 - Monumento a Miguel Grau Seminario, Lima, Perú
- 1951 - Monumento a Justo Arosemena, ubicado actualmente a un costado de la Facultad de Derecho y Ciencias Políticas de la Universidad de Panamá, Ciudad de Panamá.
- 1962 - Monumento a Jacinto Benavente, Parque del Retiro de Madrid.
- 1963 - Monumento a Alonso Berruguete, Plaza Mayor de Palencia.[8]
- Monumento a Simón Bolívar "El Genio", Plaza Caracas de Caracas, Venezuela.[9] Existen copias en Bogotá (Colombia), Sao Paulo (Brasil), Riobamba (Ecuador)  y Lima (Perú).

### Obra religiosa
- Cristo, Iglesia de Corrales de Buelna, Cantabria.

### Obra funeraria
- Sepulcro del Dr. Llorente, cementerio de San Justo, Madrid (1917).
- Sepulcro del poeta Tomás Morales Castellano, Las Palmas de Gran Canaria (en el conjunto aparece la figura el Implorante, que expuso en la Primera Exposición de la Sociedad de Artistas Ibéricos, en Madrid)
- Sepulcro de Marcelino Menéndez Pelayo, Catedral de Santander.
- Sepulcro de Marcelo Macho, hermano del artista, Casa-Museo Victorio Macho, Toledo.
- Ángel pensativo, cementerio de San Francisco, Orense.
- Mausoleo de la Familia de Simón Bolívar, Capilla de la Trinidad, Catedral de Caracas, Venezuela (1930).